# 周鐸 (洪武進士)
周鐸（14世紀—15世紀），字師教，江西臨江府新喻縣人，明朝政治人物。

## 生平
周鐸是洪武二十三年舉人周慎的侄子，在洪武二十九年（1396年）中舉人，次年（1397年）聯捷進士，獲授行人，安撫河南河北的流民者，又曾持節冊封楚國郡王王妃，以及奉使前往貴州諭祭指揮使張仲。諭祭後喪主送贈周鐸金帛，他拒絕後喪主強行給他，他嚴肅地說：「你的父親有功於國，天子為他逝世哀悼，遣使臨祭。我只是奉命行事，若私下收取，怎算是大丈夫？」喪主慚愧退下。回京後他陞為監察御史，奏請恢復孔氏衍聖公爵位，巡按兩淮，在東安驛去世，入祀鄉賢祠。